# Gwynn
Gwynn ist als Variante von Gwyn ein walisischer männlicher Vorname und Familienname.

## Namensträger

### Familienname
- Arthur Montagu Gwynn (1908–2008), irischer Biologe
- Aubrey Gwynn (1892–1983), irischer Historiker und Jesuit
- Charles William Gwynn (1870–1962), britischer Berufsoffizier
- John Gwynn (1713–1786), englischer Architekt, Stadtplaner und Bauingenieur
- Michael Gwynn (1916–1976), britischer Schauspieler
- Peter Gwynn-Jones (1940–2010), englischer Heraldiker und Genealoge
- Tony Gwynn (1960–2014), US-amerikanischer Baseballspieler

### Mythologie
- Gwynn (Mythologie), Sagengestalt in der walisischen Mythologie

### Geographie
- Gwynn Bay, Bucht an der Küste des Enderbylands, Antarktika